# Antònia Pascual Flaquer
Antònia Pascual Flaquer (Capdepera, Baleares, c. 1911 - Porreras, Baleares, 1937) fue una militante comunista española.

## Biografía
Antonia nació en Capdepera, pero se instaló con la familia en el barrio del Molinar de Palma, ya que su madre, Catalina Flaquer, se acababa de separar de su marido y allí se ganaba la vida haciendo cestas. Antonia era la mayor de las hermanas y trabajaba bordando en la Casa Singer, en la plaza de Cort de la Ciudad de Mallorca. Fue calificada como «persona de mucho empuje».
Toda la familia estaba adscrita al Partido Comunista, igualmente que su compañero, Luis Montero, el cual también fue fusilado. Durante el periodo republicano participó en numerosos mítines, uno de los cuales fue la conmemoración del día de la Mujer Trabajadora  Antonia, junto con su madre, hizo un discurso en el acto de mujeres de los partidos de centroizquierda, que tuvo lugar en el barrio de Santa Catalina, el 8 de marzo de 1936. Ese mismo día, presidió la mesa en la Casa del Pueblo y habló del origen y el sentido de la conmemoración. También intervino en otro acto solo para mujeres de Llucmajor.
Había sido encarcelada en 1934 a raíz de la Proclamación del Estado Catalán. En 1936, con el golpe de Estado de 1936, Antonia desapareció los primeros días, aunque fue detenida y conducida a la cárcel de mujeres de Can Sales (Palma), donde se reunió con su madre y su hermana, María.
La noche del 5 de enero de 1937, madre e hijas, junto a Aurora Picornell, también vecina del barrio del Molinar, y Belarmina González Rodríguez, fueron asesinadas en Porreras en una saca. Desde entonces son conocidas como las Roges des Molinar.